# 林作人
林作人（？—？），別名維禎，字維周。彰化縣海豐港堡麥藔街（雲林縣麥寮鄉麥豐村）人。貢生、塾師。林清江父親。

## 生平
- 1893年，中式貢生[2][3]。